# Ferrari Berlinetta Boxer
A Berlinetta Boxer é uma série de modelos desportivos da Ferrari equipados com motor de 12 cilindros em V a 180º que na realidade não é um motor Boxer.
O motor é de 12 cilindros, sendo a potência de 360 cv a 7500 rpm para o modelo 364 GT4, ou 340 cv a 6800 rpm, para o modelo 512. O carro chega a 302 km/h, e a aceleração (0–100 km/h) é de 5,7 s.